# San Pietro Infine
San Pietro Infine  är en kommun i provinsen Caserta, i regionen Kampanien i Italien. Kommunen hade 921 invånare (2017) och gränsar till kommunerna Mignano Monte Lungo, San Vittore del Lazio samt Venafro.